# Erró

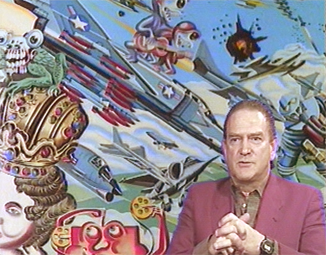
Erró (1995)

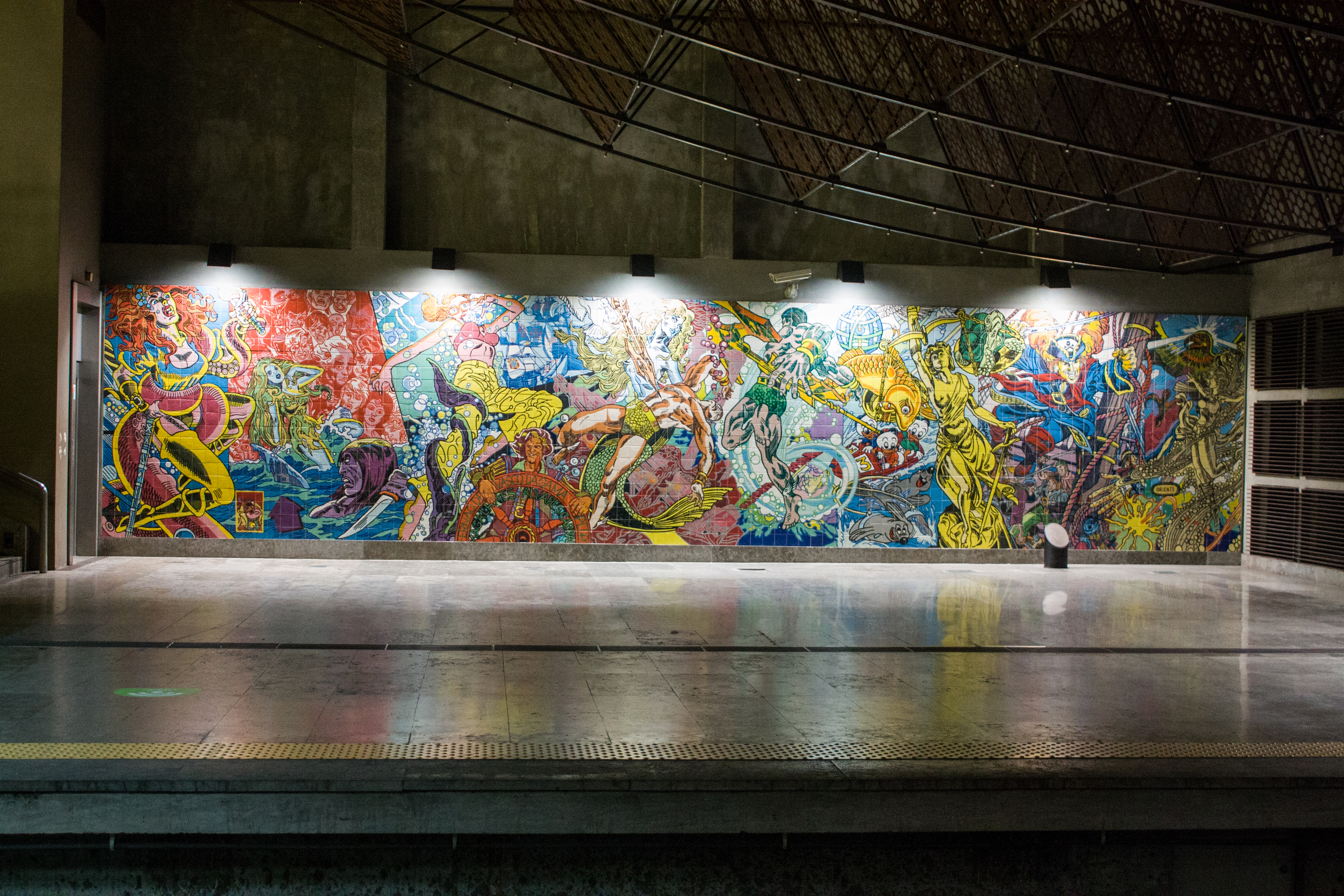
Wandbild im U-Bahnhof Oriente (Lissabon)

Erró (* 19. Juli 1932 in Ólafsvík, Island; eigentlich Guðmundur Guðmundsson) ist ein isländischer Maler.

## Leben und Werk
Von 1952 bis 1954 studierte er an der Kunstakademie in Reykjavík und in Oslo. Anschließend ging er nach Florenz, wo er sich bis 1958 nicht zuletzt mit der Mosaikkunst auseinandersetzte. 1958 zog er nach Paris um und nahm dort 1960 mit einigen seiner Werke an der Ausstellung Antiproces teil. Von 1961 bis 1966 beteiligte er sich jedes Jahr an der Pariser Ausstellung Salon de Mai. Daran schlossen sich zahlreiche Reisen und Ausstellungen in anderen Ländern an, z. B. stellte er 1969 im Kunstverein Karlsruhe aus (Kunst und Politik). Er drehte außerdem mehrere Filme, darunter Grimaces (1964).
In seinen Gemälden vertritt der Maler einen Stil, der zwischen Surrealismus und Pop Art schwankt. Die moderne Welt mit ihrer Technik und deren Unmenschlichkeit diente ihm immer wieder als Thema seiner Werke. Er integriert auch Elemente von Comic und Science-Fiction.
Im Jahr 2010 wurde er mit dem französischen Verdienstorden Légion d’honneur (Chevalier-Grad) geehrt. 2012 wurde er Ehrenbürger von Reykjavík.
Einer seiner Halbbrüder ist der Geologe und Schriftsteller Ari Trausti Guðmundsson.

## Ausstellungen
- 1969: A.R.C. Musée d'Art Moderne, Paris
- 1973: Galerie Godula Buchholz, München
- 1975: Kunstmuseum Luzern
- 1976: Galerie Godula Buchholz, München
- 1975: Let's mix all feelings together Gianfranco Baruchello, Erró, Oyvind Fahlström & Klaus Liebig, Städtische Galerie im Lenbachhaus, München, Frankfurter Kunstverein, Frankfurt, Musée d’art moderne de la Ville de Paris, Louisiana Museum, Humlebeak
- 1979: Galerie Godula Buchholz, München
- 2011: Erró – Portrait und Landschaft, Schirn Kunsthalle, Frankfurt am Main[2]
- 2011: Erró – Jean-Jacques Lebel: 1955–2011, HilgerBROTKunsthalle, Wien
- 2014: Erró – Rétrospective, Musée d'art contemporain de Lyon, Lyon
- 2023: „Erró - The power of Images“, ARoS, Aarhus DK